# Preseglie
Preseglie – miejscowość i gmina we Włoszech, w regionie Lombardia, w prowincji Brescia.
Według danych na rok 2004 gminę zamieszkiwały 1472 osoby, 133,8 os./km².